# Дровосек Галузо
Дровосек Галузо (лат. Anoplistes galusoi) — вид жуков рода Anoplistes, подсемейства настоящих усачей (Cerambycinae) семейства усачей (Cerambycidae).

## Ареал
Эндемик Казахстана. Обладает очень узким ареалом. Встречается только лишь в подгорной песчаной пустыне в районе Улькен-Калкана и Аяк-Калкана.

## Охрана
Занесен в Красную книгу Казахстана. Нерегулируемая заготовка эфедры — кормового растения личинок этого вида оказывает негативное влияние на численность популяции вида. Охраняется в Национальном природном парке «Алтын-Эмель».